# 24 juli
24 juli är den 205:e dagen på året i den gregorianska kalendern (206:e under skottår). Det återstår 160 dagar av året.

## Namnsdagar

### I den svenska almanackan
- Nuvarande – Kristina och Kerstin
- Föregående i bokstavsordning
  - Kerstin – Namnet infördes på dagens datum 1986. 1993 flyttades det till 10 juni, men återfördes 2001 till dagens datum.
  - Kristin – Namnet infördes på dagens datum 1986, men utgick 1993.
  - Kristina – Namnet fanns, till minne av en romersk martyr från 300-talet, även i formen Christina, sedan gammalt på dagens datum och har inte flyttats.
  - Stina – Namnet infördes 1986 på 14 december, men flyttades 1993 till dagens datum och utgick 2001.
- Föregående i kronologisk ordning
  - Före 1901 – Kristina eller Christina
  - 1901–1985 – Kristina
  - 1986–1992 – Kristina, Kerstin och Kristin
  - 1993–2000 – Kristina och Stina
  - Från 2001 – Kristina och Kerstin

### Finlandssvenska almanackan
- Nuvarande från 2020[1] – Kristina, Kerstin, Tina, Stina, Kristel, Christine, Krista, Kia
- I föregående revideringar[a][2]
  - 1929–1949 – Kristina, Kerstin
  - 1950–1972 – Kristina, Kerstin, Stina
  - 1973–1994 – Kristina, Kerstin, Kristel, Stina
  - 1995–1999 – Kristina, Kerstin, Kristel, Stina, Tina
  - 2000–2014 – Kristina, Kerstin, Kristel, Kia, Stina, Tina
  - 2015–2019 – Kristina, Kerstin, Kristel, Krista, Kia, Stina, Tina

## Händelser
- 1567 – Maria I abdikerar som regerande drottning av Skottland, eftersom hon anser att det är omöjligt att styra landet, när den skotska adeln är alltför självständig och den dominerande religionen är kalvinism, medan hon själv är katolik. Hon flyr till England, där hon blir fängslad och sedermera avrättad för förräderi mot den engelska drottningen Elisabet I. Hon efterträds som kung av Skottland av sin 1-årige son Jakob VI, som vid Elisabets död 1603 även blir kung av England och Irland med namnet Jakob I.
- 1599 – Den svensk-polske katolske kungen Sigismund blir formellt avsatt som svensk kung av sin protestantiske farbror hertig Karl och därmed upplöses även formellt personalunionen mellan länderna, där Sigismund har utgjort den gemensamma länken. Sigismund har suttit på den polska tronen sedan 1587 och på den svenska sedan sin far Johan III:s död 1592, men har i praktiken förlorat makten över Sverige efter sitt nederlag mot Karl i slaget vid Stångebro i september året innan. Han vägrar dock under hela sitt liv att erkänna avsättningen och hävdar sina anspråk på den svenska kronan till sin död 1632. Anspråken överförs sedan också till hans söner och efterträdare på den polska tronen och är under första hälften av 1600-talet en orsak till flera krig mellan Sverige och Polen, fram till 1660, då den polske monarken slutligen avsäger sig anspråken på den svenska kronan vid freden i Oliwa.
- 1712 – Marskalk Claude Louis Hector de Villars leder en fransk styrka på 100 000 man till seger över en nederländsk-österrikisk styrka på 120 000 man i slaget vid Denain. I förhållande till antalet kämpande soldaterna blir förlusterna relativt låga på båda sidor, men slaget blir det största under det pågående spanska tronföljdskriget och, med dåtidens mått mätt, över huvud taget mycket stort. Det får dock ingen större påverkan på kriget, som tar slut två år senare.
- 1842 – Den nya Skeppsholmskyrkan invigs,[3] 20 år efter att den förra kyrkan har brunnit ner (1822). Kyrkan började återuppbyggas 1824 och efter flera avbrott stått klar 1832, förutom kupolen. Kupolen stod nästan färdig året därpå 1833, men därefter har arbetet åter skjutits upp till 1841, då man äntligen har färdigställt kyrkan och året därpå kan inviga den.
- 1847 – Brigham Young och hans mormonrörelse anländer till dalen Salt Lake Valley i nuvarande Utah, på flykt undan religiös förföljelse i Nauvoo, Illinois. Då Young anser att man i dalen har funnit sin fristad grundar man där en stad, som får namnet Salt Lake City. Även om vissa kontroverser mot den amerikanska regeringen utbryter senare blir Salt Lake City sedermera en storstad, som idag (2025) är Utahs huvudstad. 24 juli är en helgdag i Utah.
- 1866 – Tennessee blir den första delstaten som återupptas i den amerikanska unionen efter amerikanska inbördeskrigets slut under den så kallade Rekonstruktionstiden, sedan delstatsparlamentet den 18 juli har ratificerat det fjortonde tillägget till den amerikanska konstitutionen (som berör medborgarskap och likhet inför lagen). De delstater som före kriget utträdde ur unionen och bildade Amerikas konfedererade stater (CSA) återupptas under efterkrigsåren en efter en i USA, men först efter ratifikation av fjortonde tillägget.
- 1911 – Några bönder återupptäcker inkastaden Machu Picchu i de peruanska Anderna, sedan en skogsbrand har bränt bort en del av den vegetation som täcker den. Staden, som tros ha varit sommarresidens för Inkarikets härskare, var bebodd fram till Spaniens erövring av riket 1532, men blev sedan övergiven och ”bortglömd” av indianerna. Spanjorerna hittar den dock aldrig (de känner inte heller till dess existens) och den får därför förfalla utan mänskliga ingrepp. Den amerikanske äventyraren och historikern Hiram Bingham III uppmärksammar upptäckten och skriver en rad artiklar och böcker om den, vilket leder till att han får äran av upptäckten. 1983 upptas staden på Unescos världsarvslista.
- 1923 – Grekland och Turkiet undertecknar Lausannefreden i Schweiz, vilken avslutar den turkiska inblandningen i första världskriget i allmänhet och det grekisk-turkiska krig, som varade 1919–1922, i synnerhet. Freden etablerar i huvudsak de gränser, som Turkiet har än idag (2025), med undantag för gränsen mot Irak och området Hatay, som blir turkiskt 1939. Dessutom erkänns Turkiet av flera stater som en suverän stat och som efterträdare till det kollapsade Osmanska riket.
- 1969 – Åtta dagar efter uppskjutningen återvänder raketen Apollo 11 till jorden efter sin färd till månen. Under denna har Neil Armstrong och Buzz Aldrin blivit de första människorna, som har satt sin fot på månens yta (20 juli). Kommandomodulen, som besättningen färdas i, slår ner i havet, varpå de tre besättningsmännen sätts i karantän i tre veckor, eftersom man inte vet hur färden till månen har påverkat dem (efter ytterligare två månfärder avskaffas karantänen, eftersom den visar sig onödig). Den amerikanske presidenten Richard Nixon välkomnar personligen de tre besättningsmännen tillbaka till jorden.
- 2002 – En månad efter att parlamentet har valt Alfred Moisiu till Albaniens president[4] med 97 röster för och 19 emot, efterträder han Rexhep Meidani på posten. Han innehar den i exakt fem år, varefter han i sin tur efterträds av Bamir Topi 2007. Då den socialistiske premiärministern Pandeli Majko avgår veckan efter Moisius tillträde utnämner denne istället socialistpartiets ledare Fatos Nano till ny premiärminister, som kompensation för att han har avstått från att kandidera till presidentposten.
- 2013 – Den allvarliga järnvägsolyckan i Santiago de Compostela inträffar med 79 dödsoffer.

## Födda
- 1561 – Maria av Pfalz, tysk prinsessa
- 1660 – Charles Talbot, engelsk adelsman
- 1720 – Lovisa Ulrika av Preussen, Sveriges drottning
- 1725 – John Newton, brittisk sjökapten, slavskeppare, präst och sångförfattare
- 1745 – Johan Fredrik Lilliehorn, svensk överstelöjtnant och landshövding i Västmanlands län
- 1759 – Viktor Emanuel I, kung av Sardinien
- 1783 – Simón Bolívar, sydamerikansk general, nationalist och frihetskämpe, Storcolombias president, Perus president och Bolivias president
- 1796 – John M. Clayton, amerikansk whigpolitiker, senator för Delaware, USA:s utrikesminister
- 1802 – Alexandre Dumas den äldre, fransk författare
- 1803 – Adolphe Adam, fransk kompositör
- 1811 – William V. Brady, amerikansk politiker
- 1817 – Carl Fredrik Bergstedt, svensk bruksägare, publicist och riksdagsman
- 1832 – John J. Bagley, amerikansk republikansk politiker, guvernör i Michigan
- 1844 – Ilja Repin, rysk konstnär
- 1857 – Henrik Pontoppidan, dansk författare, mottagare av Nobelpriset i litteratur 1917
- 1860 – Alfons Mucha, tjeckisk målare, grafiker och formgivare
- 1876
  - Julius P. Heil, tysk-amerikansk politiker och affärsman, guvernör i Wisconsin
  - Jean Webster, amerikansk författare
- 1880 – Ernest Bloch, schweizisk-amerikansk kompositör
- 1885 – Paul von Hase, tysk generallöjtnant
- 1894 – Magda Julin, svensk konståkare
- 1897 – Amelia Earhart, amerikansk pilot
- 1904 – Harry Hasso, svensk regissör, fotograf och skådespelare
- 1909
  - Carl-Adam Nycop, svensk journalist och författare
  - Herbert Schultze, tysk ubåtsbefälhavare
- 1922 – Charles Mathias, amerikansk republikansk politiker, senator för Maryland
- 1924
  - Rune Jansson, svensk skådespelare
  - Stig Wallgren, svensk reklamman, konstnär, kompositör, sångtextförfattare, artist och författare
- 1926 – Margreth Weivers, svensk skådespelare
- 1927 – James J. Howard, amerikansk demokratisk politiker, kongressledamot
- 1929 – Berit Gramer, svensk skådespelare
- 1937 – John Aniston, amerikansk skådespelare
- 1939 – Christian Kampmann, dansk författare och journalist
- 1942
  - Chris Sarandon, amerikansk skådespelare
  - Sjerig-ool Oorzjak, tuvinsk politiker, Tuvas president
- 1943
  - Tony Colman, brittisk labourpolitiker, parlamentsledamot
  - Gunilla Thorgren, svensk journalist och socialdemokratisk politiker
- 1944 – Anna Godenius, svensk skådespelare
- 1947 – Loa Falkman, svensk skådespelare och operasångare
- 1949 – Michael Richards, amerikansk skådespelare och komiker, mest känd i rollen som Kramer i TV-serien Seinfeld
- 1952 – Gus Van Sant, amerikansk regissör, manusförfattare och filmproducent
- 1953 – Julian Brazier, brittisk konservativ politiker, parlamentsledamot
- 1956 – Charlie Crist, amerikansk republikansk politiker, guvernör i Florida
- 1962 – Andreas Meurer, tysk musiker, basist i gruppen Die Toten Hosen
- 1963 – Karl Malone, amerikansk basketspelare
- 1964
  - Yoshimoto Mahoko, japansk författare med pseudonymen Banana Yoshimoto
  - Barry Bonds, amerikansk basebollspelare
- 1968 – Kristin Chenoweth, amerikansk skådespelare och musikalartist
- 1969 – Jennifer Lopez, amerikansk skådespelare, sångare, dansare och entreprenör
- 1973 – Mika Niskanen, finländsk ishockeyspelare
- 1974 – Mikael Jepson, svensk musiker med artistnamnet Jepson, gitarrist i gruppen The Ark
- 1975 – Douglas León, svensk skådespelare, musiker och hiphopartist, medlem i gruppen The Latin Kings
- 1976 – Tiago Monteiro, portugisisk racerförare
- 1981 – Summer Glau, amerikansk skådespelare och balettdansös
- 1982 – Anna Paquin, nyzeeländsk skådespelare
- 1985 – Teagan Presley, amerikansk porrskådespelare
- 1997 – Rebecka Blomqvist, fotbollsspelare, OS-silver 2020
- 1998 – Bindi Irwin, australisk-amerikansk skådespelare och sångare

## Avlidna
- 1791 – Ignaz von Born, tysk mineralog och författare
- 1854 – Jonathan Roberts, amerikansk demokratisk-republikansk politiker, senator för Pennsylvania
- 1862 – Martin Van Buren, amerikansk demokratisk politiker, USA:s utrikesminister, vicepresident och president
- 1870 – Anders Abraham Grafström, svensk präst, historiker, riksdagsman och skald, ledamot av Svenska Akademien
- 1883 – Matthew Webb, brittisk kapten, den förste som simmade över Engelska kanalen
- 1929 – Adolf Meyer, tysk arkitekt
- 1930 – Gustaf Johansson, finländsk kyrkoman, biskop i Kuopio stift, i Nyslotts stift och i Åbo ärkestift
- 1936 – Georg Michaelis, tysk jurist och politiker, Tysklands rikskansler
- 1938 – Obadiah Gardner, amerikansk demokratisk politiker, senator för Maine
- 1946 – Arthur R. Gould, amerikansk republikansk politiker, senator för Maine
- 1953 – Charles W. Tobey, amerikansk politiker, senator för New Hampshire
- 1965 – Constance Bennett, amerikansk skådespelare
- 1974 – James Chadwick, brittisk fysiker, mottagare av Nobelpriset i fysik 1935
- 1978 – Arne Hülphers, svensk musikdirektör, kapellmästare och pianist, gift med Zarah Leander
- 1980 – Peter Sellers, brittisk skådespelare
- 1981 – Greta Almroth, svensk skådespelare
- 1986 – Fritz Lipmann, tysk-amerikansk biokemist, mottagare av Nobelpriset i fysiologi eller medicin 1953
- 1987 – Eugen Kogon, tysk författare och sociolog
- 1991
  - Folke Olhagen, svensk radio- och tv-journalist
  - Isaac Bashevis Singer, polsk-amerikansk författare, mottagare av Nobelpriset i litteratur 1978
- 1999 – Hassan II, kung av Marocko
- 2000 – Ahmad Shamlu, 74, iransk författare
- 2002 – Maurice Denham, 92, brittisk skådespelare
- 2005 – Richard Doll, 92, brittisk läkare och cancerforskare
- 2008 – Norman Dello Joio, 95, amerikansk kompositör
- 2011 – G.D. Spradlin, 90, amerikansk skådespelare
- 2012 – John Atta Mills, 68, ghanansk politiker, Ghanas president
- 2014 – Christian Falk, 52, svensk musikproducent och musiker (Imperiet)
- 2025 – Hulk Hogan, 71, amerikansk fribrottare